# Konstancie Normandská
Konstancie Normanská (francouzsky Constance de Normandie, bretonsky Konstanza, 1057/1061? – 13. srpna 1090) byla bretaňskou vévodkyní a jednou z dcer Viléma Dobyvatele.
Úmluva o manželském svazku byla vyústěním mírového ujednání uzavřeného mezi Vilémem Dobyvatelem a bretaňským vévodou Alanem IV. Svatba bretaňského vévody a dcery anglického krále se konala v Bayeux v rozmezí let 1086–1088. Konstancie zemřela bezdětná v srpnu 1090, kronikář Vilém z Malmesbury hovořil dokonce o jedu jako důvodu smrti. Byla pohřbena v kostele sv. Melánie poblíž Redonu.